# Белег
Белег (серб. Белег, Beleg; алб. Beleg) — село в общине Дечани в исторической области Метохия. С 2008 года находится под контролем частично признанной Республики Косово.

## Административная принадлежность
| Сербская позиция                                                                 | Албанская позиция                                            |
| -------------------------------------------------------------------------------- | ------------------------------------------------------------ |
| входит в общину Дечани Печского округа автономного края Косово и Метохия, Сербия | входит в общину Дечани Джяковицкого округа Республики Косово |

## Население
Согласно переписи населения 1981 года, в селе проживало 800 человек: все албанцы.
Согласно переписи населения 2011 года, в селе проживало 826 человек: 414 мужчин и 412 женщин; все албанцы.
| Численность населения | Численность населения | Численность населения | Численность населения | Численность населения | Численность населения | Численность населения |
| 1948                  | 1953                  | 1961                  | 1971                  | 1981                  | 1991                  | 2011                  |
| --------------------- | --------------------- | --------------------- | --------------------- | --------------------- | --------------------- | --------------------- |
| 378                   | 430                   | 455                   | 637                   | 800                   | 917                   | 826                   |